# Onchocercose
 Mise en garde médicale
L’onchocercose ou cécité des rivières est une filariose cutanée due à un nématode parasite, Onchocerca volvulus, qui peut vivre jusqu'à quinze années dans le corps humain.

## Morphologie

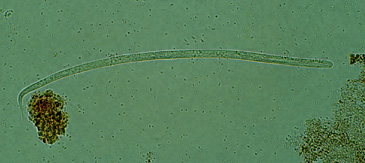
Onchocerca volvulus

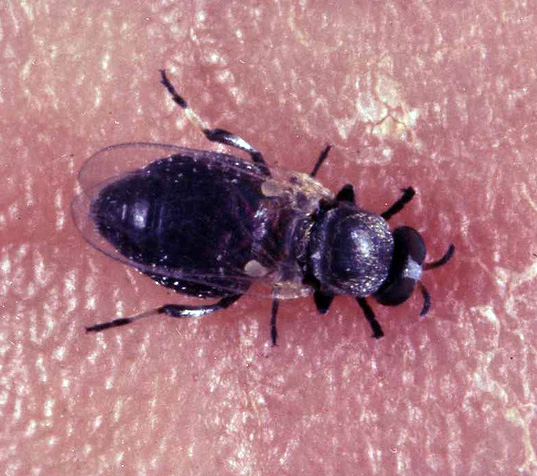
Mouche (Simulium damnosum) vectrice du parasite. Photo : archives médicales de l'armée américaine

Le parasite est un ver blanc, opalin, finement strié transversalement.
Le mâle, plus petit que la femelle, mesure 3 à 4 cm et son extrémité postérieure est recourbée. 
La femelle atteint 5 cm pour un diamètre de 0,3 à 0,4 mm.

## Cycle parasitaire

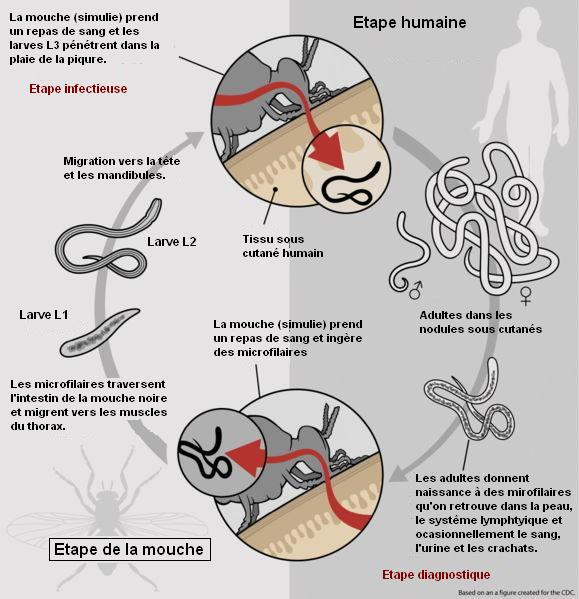
Le cycle parasitaire d’Onchocerca volvulus. Cliquer sur l’image pour l’agrandir

Le cycle évolutif est à deux hôtes : l'humain, hôte définitif, et un insecte, la simulie, hôte intermédiaire et vecteur.
L'infestation s'effectue par piqûre de la simulie, un insecte diptère nématocère Simuliidae, notamment l'espèce Simulium damnosum. Il y a deux foyers mondiaux : l'Afrique centrale et l'Amérique centrale.
Le cycle parasitaire d’O.volvulus débute quand une femelle du genre Simulie infestée de parasites prend un repas de sang. La salive contenant des larves d’O.volvulus au troisième stade passe dans le sang de l’hôte. Ensuite les larves migrent vers le tissu sous-cutané où elles forment des nodules et deviennent matures sous la forme de vers adultes au bout de six à douze mois. Après maturation, les mâles adultes migrent à partir des nodules vers le tissu sous-cutané où ils s’accouplent aux femelles adultes de plus grande taille, qui produisent 1000 à 3000 œufs par jour. La durée de vie normale d’un ver adulte peut aller jusqu'à 15 ans. Les œufs subissent une maturation interne pour parvenir au stade des microfilaires, qui sont libérées du corps de la femelle un par un et restent dans le tissu sous-cutané (et plus particulièrement dans les kystes).
À la première étape les microfilaires infectent les simulies au cours d’un repas de sang, elles poursuivent leur développement dans l’hôte intermédiaire où elles arrivent à maturité en une à trois semaines pour atteindre le troisième stade larvaire, bouclant ainsi le cycle parasitaire. L’humain est le seul hôte définitif pour O. Volvulus. La durée de vie normale des microfilaires est de un à deux ans.

## Épidémiologie, écoépidémiologie

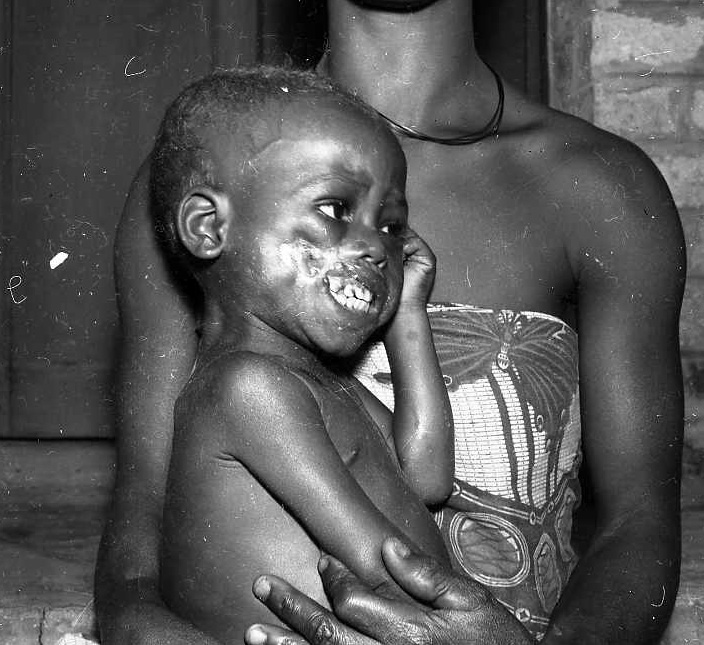
Jeune enfant africain victime d'onchocercose (archives médicales militaires, USA)

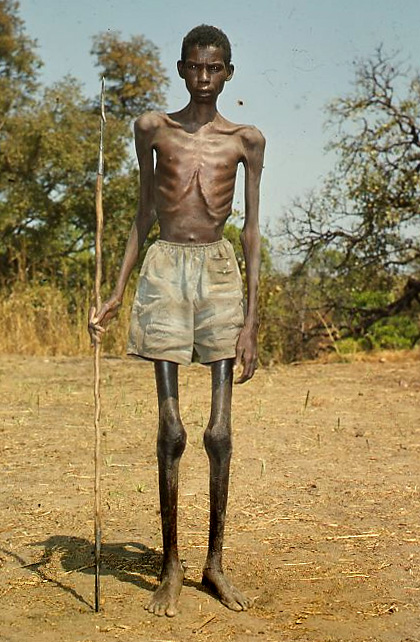
Victime africaine d'onchocercose (photo : archives médicales militaires des États-Unis)

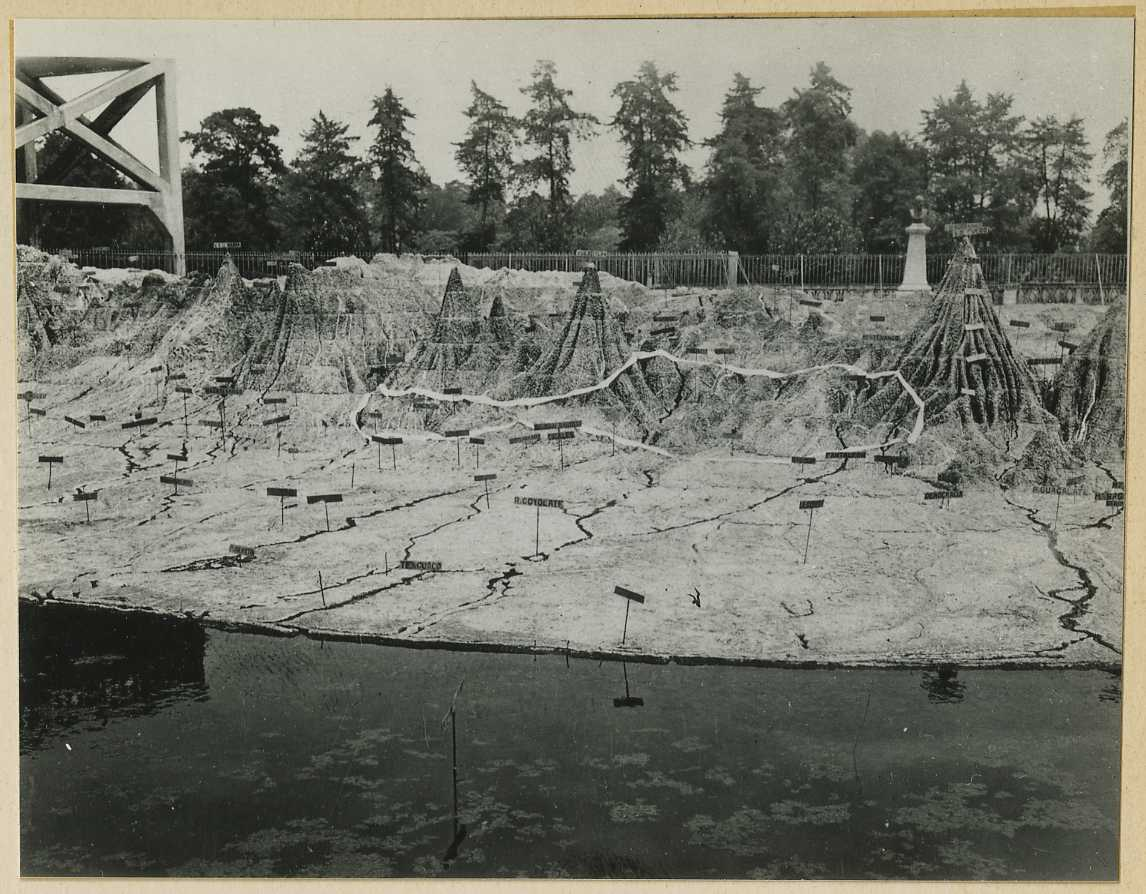
Maquette pédagogique de grande taille matérialisant les zones du Guatemala exposées à l'onchocercose; Archives médicales de l'armée américaine

En 2010, 37 millions de personnes sont atteintes d'onchocercose, essentiellement en Afrique, avec quelques foyers en Amérique centrale, à proximité des rivières hébergeant la mouche vectrice.
En 2017, 14,6 millions de personnes ont une maladie de la peau et 1,15 million de personnes ont une perte de vision à cause de l'onchocercose.

## Physiopathologie
Les vers adultes restent dans les nodules sous-cutanés, ce qui limite leur exposition au système immunitaire de l’hôte. Les microfilaires, en revanche, peuvent induire des réponses inflammatoires intenses, particulièrement au moment de leur mort. Les microfilaires en mourant libèrent des antigènes dérivés de Wolbachia, une bactérie vivant en endosymbiose avec le parasite, déclenchant des réactions immunitaires responsables de l'inflammation et de la morbidité associée. La sévérité de la maladie est directement proportionnelle au nombre de microfilaires et à l’intensité de la réponse inflammatoire qui en résulte.

## Symptômes de la maladie
Très souvent la maladie n'a pas de symptômes, mais l'infection oculaire donne toute sa gravité à la maladie, l'onchocercose étant la première cause de cécité dans les zones infestées et la deuxième cause de cécité d’origine infectieuse dans le monde.

### Atteinte cutanée et sous-cutanée
Les autres manifestations sont :
- cutanées : gale filarienne avec prurit
- sous-cutanées : onchocercomes qui sont des kystes se formant autour des vers au-dessus de plans durs osseux

Les manifestations cutanées (gale filarienne) comprennent habituellement des démangeaisons, de l’œdème, et une inflammation intense. Un système d'évaluation s'est développé pour classer le degré d’atteinte cutanée :
- Dermite aiguë avec papules – Le prurit est localisé (papules) ;
- Dermite chronique avec papules – Les papules sont plus grandes et provoquent une hyperpigmentation ;
- Dermite lichenifiée avec des papules et des plaques dépigmentées, avec également œdème, lymphœdème, prurit et infections bactériennes banales secondaires ;
- Atrophie cutanée avec perte d'élasticité de la peau qui ressemble à du papier de soie, aspect « de peau de lézard » ;
- Dépigmentation avec aspect « de peau de léopard », habituellement sur la face antérieure de la jambe.

### Atteinte oculaire
L’atteinte oculaire donne son nom à l'onchocercose, la cécité des rivières. La surface de la cornée est une autre région vers laquelle migrent les microfilariae, et où elles sont également attaquées par le système immunitaire. Dans la zone lésée, il se produit une kératite ponctuée, qui s’atténue lorsque l'inflammation diminue. Cependant, si l'infection devient chronique, une kératite sclérosante peut se produire, provoquant une opacité de la zone affectée. Avec le temps, la cornée tout entière peut devenir opaque, ce qui conduit à la cécité.

### Atteinte neurologique
Selon une étude du NIH, cette parasitose pourrait être la cause du syndrome du hochement de tête, une forme d'épilepsie frappant des enfants en Afrique dans des zones d'endémie : Tanzanie, Ouganda, sud du Soudan. Il pourrait s'agir d'une maladie auto-immune, les anticorps développés contre la parasitose s'attaquant également à la protéine leiomodine 1 présente dans certaines cellules du cerveau.

## Diagnostic
Le parasite peut être décelé sur des biopsies de peau.
La recherche des antigènes parasitaires n'est pas fiable. La détection des anticorps peut être simplifiée par l'utilisation de cartes réactives et a une bonne sensibilité et spécificité.

## Traitement et prévention

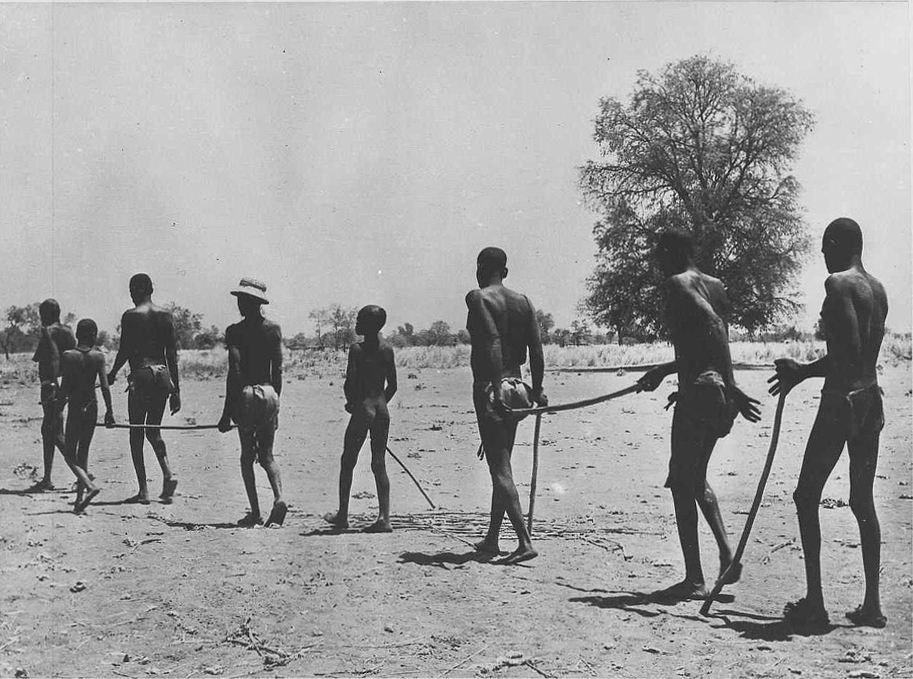
En Afrique, l'onchocercose est un problème majeur de santé publique, responsable d'un grand nombre de cécités. Enfants guidant des adultes atteints de la cécité des rivières.

Le traitement de l'onchocercose est l’ivermectine. Les personnes infectées peuvent être traitées en une prise tous les douze mois. Il est nécessaire d'associer des corticoïdes au traitement pour limiter les réactions inflammatoires induites par la mort des microfilaires. La molécule paralyse les microfilaires et les empêche de provoquer des démangeaisons[réf. nécessaire]. En outre, bien que le médicament ne tue pas le ver adulte, il l’empêche de se reproduire. Il empêche donc la morbidité et la transmission.
Depuis 1988, l'ivermectine est fournie gratuitement par le laboratoire Merck & Co. dans le cadre du programme de la donation Mectizan (MDP). Le MDP collabore avec les ministères de la Santé et les organismes non gouvernementaux de développement tels que l'organisation mondiale de la santé pour fournir le Mectizan gratuitement à ceux qui en ont besoin dans les zones d’endémie.
Il y a plusieurs programmes de contrôle qui visent à mettre fin à l’existence de l'onchocercose en tant que problème de santé publique. Le premier était le programme de contrôle de l'onchocercose (OCP), qui a été lancé en 1974 et à son apogée a couvert 30 millions de personnes dans onze pays. Par l'usage de la pulvérisation de larvicides sur les fleuves pour contrôler les populations de mouches noires et, depuis 1988, l'utilisation de l'ivermectine pour traiter les personnes infectées, l'OCP a éliminé l'onchocercose de la liste des problèmes de santé publique. L'OCP, a conjugué ses efforts avec ceux de l'ONU, l’Organisation mondiale de la santé (OMS), la Banque mondiale, le Programme des Nations unies pour le développement et l’organisation pour la nourriture et l'agriculture (FAO). Ces actions ont été considérées comme des succès et sont arrivées à leur terme en 2002. La surveillance continue pour s'assurer que l'onchocercose ne puisse pas réinfester la zone contrôlée par l'OCP.
En 1992, le programme pour l'élimination de l'onchocercose dans les Amériques (OEPA) a été lancé. L'OEPA est basé également sur l’utilisation de l'ivermectine.
En 1995, le programme africain pour le contrôle de l'onchocercose (APOC) a commencé à couvrir dix-neuf autres pays et à compter principalement sur l'utilisation de l'ivermectine. Son but est d'établir un approvisionnement communautaire en ivermectine pour ceux qui sont infectés. De cette façon, la transmission du parasite a été significativement réduite.
Le doublement des cas dans certaines communautés du Ghana entre 2000 et 2005, malgré un traitement bien conduit, fait se poser la question de l'apparition de souches résistantes à l'ivermectine.
La moxidectine est en cours[Quand ?] de test et pourrait avoir une activité supérieure à celle de l'ivermectine.
Le 30 janvier 2025, l'OMS annonce que le Niger est le cinquième pays dans le monde et le premier en Afrique à avoir éliminé l'onchocercose après la Colombie en 2013, l'Équateur en 2014, le Mexique en 2015 et le Guatemala en 2016.